# 拉帕努斯
拉帕努斯（法語：Lapanouse，法語發音：[lapanuz]）是法国阿韦龙省的一个旧市镇，属于米约区。该旧市镇2009年时的人口为758人。2016年，拉帕努斯与邻近的4个市镇合并为新市镇阿韦龙河畔塞韦拉克。

## 人口
拉帕努斯人口变化图示
| 数据来源：INSEE |